# 龚贤故居
龚贤故居又名扫叶楼，位于中国江苏省南京市鼓楼区清凉山南麓、清凉山公园西南角，为画家龚贤清初（1664-1689年）在南京的隐居之处，扫叶楼之名得自于龚贤所绘身着僧衣、持帚扫地的自画像。龚贤去世后故居成为清凉寺寺产，清咸丰时毁于太平天国战乱，现存建筑为光绪十五年（1889）奉敕重建，1901年、1914年和1979年多次重修。现为龚贤纪念馆，陈列有龚贤书画作品的复制品及与其有关的书籍。
近年亦有研究认为龚贤故居应在清凉台东北、今虎踞关一带，此处则为某扫叶僧人所居。